# Hirschbach (Gersprenz)
Der Hirschbach ist ein etwa fünf Kilometer (mit dem Zeilharder Bach genannten Oberlauf etwa 7,5 km) langer linker und westlicher Zufluss der Gersprenz.

## Geographie

### Verlauf
Der Bach entsteht östlich von Reinheim-Zeilhard, fließt südlich an Georgenhausen vorbei, Richtung Nordosten und dann Norden nach Groß-Zimmern und mündet dort in die Gersprenz.

### Zuflüsse
- Zeilharder Bach (Quellbach)
- Weihersgraben (links)

### Flusssystem Gersprenz
- Fließgewässer im Flusssystem Gersprenz